# Żozef Meerzon
Żozef Isaakowicz Meerzon (ros. Жозеф Исаакович Меерзон, ur. 1894 w Wieliżu, zm. 10 lutego 1938) – radziecki działacz partyjny.

## Życiorys
Urodził się w rodzinie żydowskiej. Studiował na Wydziale Fizyczno-Matematycznym Uniwersytetu Moskiewskiego, pracował jako nauczyciel, działał w Bundzie, przewodniczył organizacji Bundu w Wieliżu. 20 października 1918 został skazany przez gubernialny trybunał rewolucyjny w Witebsku za działalność kontrrewolucyjną, jednak wkrótce amnestionowany. Wstąpił do RKP(b), od grudnia 1918 do 1919 był sekretarzem Komitetu Powiatowego RKP(b) w Wieliżu, od sierpnia 1919 do września 1920 przewodniczącym witebskiego gubernialnego komitetu RKP(b), od września do grudnia 1920 pracował w riazańskim gubernialnym komitecie RKP(b). Od grudnia 1920 do maja 1923 był sekretarzem odpowiedzialnym tulskiego gubernialnego komitetu RKP(b), od 1923 rektorem Środkowoazjatyckiego Uniwersytetu Komunistycznego, a od 1926 pracownikiem KC WKP(b). Od 1928 do 5 stycznia 1930 był zastępcą kierownika Wydziału Organizacyjno-Dystrybucyjnego KC WKP(b), 1931-1932 kierownikiem Wydziału Organizacyjno-Instruktorskiego KC WKP(b), od 17 października 1932 do 31 maja 1934 II sekretarzem Zakaukaskiego Krajowego Komitetu WKP(b), a od 10 lutego 1934 do października 1937 był członkiem Komisji Kontroli Partyjnej przy KC WKP(b) i jednocześnie kierownikiem Grupy Transportu i Łączności Komisji Kontroli Partyjnej przy KC WKP(b).
23 października 1937 został aresztowany, 8 lutego 1938 skazany na śmierć przez Wojskowe Kolegium Sądu Najwyższego ZSRR pod zarzutem udziału w kontrrewolucyjnej organizacji terrorystycznej i rozstrzelany. 14 maja 1955 pośmiertnie zrehabilitowany.